# فرنك سيلفيان
فرنك سيلفيان (بالفرنسية: Franck Sylvain)‏ هو محامي وسياسي هايتي، ولد في 3 أغسطس 1909 في جراند غواف في هايتي، وتوفي في 3 يناير 1987 في بورت أو برانس في هايتي. انتخب رئيس هايتي (7 فبراير 1957 – 2 أبريل 1957).